# BU-12
La  BU-12  es una vial de 1,5 km de longitud situado en la ciudad de Burgos que enlaza el Aeropuerto de Burgos con una rotonda que tiene salidas al pk. 245 de la  BU-30  -  A-1  y al pk. 107 de la  N-120 .
En su kilómetro uno encontramos una rotonda cuyas salidas se dirigen hacia la terminal de pasajeros y la central de carga.

## Tramos
| Denominación | Tramo                                   | Kilómetros | Año servicio |
| ------------ | --------------------------------------- | ---------- | ------------ |
| BU-12        | Castañares N-120 - aeropuerto de Burgos | 1,5        | 2008         |

## Salidas
| Número de Salida | Nombre de Salida                      | Carretera que enlaza |
| ---------------- | ------------------------------------- | -------------------- |
| 0                | Rotonda de enlace con BU-30 A-1 N-120 | BU-12                |
| 1A               | Terminal de pasajeros y aparcamiento  | BU-12                |
| 1B               | Central de carga del Aeropuerto       | BU-12                |